# The Enemy Within
The Enemy Within es un telefilme estadounidense de 1994 dirigido por Jonathan Darby, protagonizado por Forest Whitaker, Sam Waterston, Dana Delany, Jason Robards y Josef Sommer. Se trata de un remake de la película Siete días de mayo de 1964.

## Sinopsis
El coronel MacKenzie "Mac" Casey (Whitaker) descubre un plan aparente del General R. Pendleton Lloyd (Robards) y del Secretario de Defensa Charles Potter (Josef Sommer) para destituir al Presidente William Foster (Waterston) y reemplazarlo por el vicepresidente Walter Kelly (Dakin Matthews), a quien creen que estaría más dispuesto a cumplir sus órdenes. Casey y Foster buscan pruebas desesperadamente antes de que ocurra el golpe. Encuentran un retroceso cuando el fiscal general Arthur Daniels (Lawrence Pressman) es asesinado. El intento de golpe de Estado se frustra con la ayuda de la jefa de Personal del presidente Foster, Betsy Corcoran (Dana Delany) y algunos amigos rusos.

## Reparto
- Forest Whitaker es MacKenzie 'Mac' Casey.
- Sam Waterston es William Foster.
- Dana Delany es Betsy Corcoran.
- Jason Robards es Pendleton Lloyd.
- Josef Sommer es Charles Potter.
- George Dzundza es Jake.
- Isabel Glasser es Sarah McCann.
- Dakin Matthews es Walter Kelly.
- William O'Leary es William Dorsett.